# Archie Brown
Pour les articles homonymes, voir Brown.
Archibald Haworth Brown, communément appelé Archie Brown (né le 10 mai 1938), est un historien et politologue britannique, spécialiste de l'Union soviétique. En 2005, il devient professeur émérite de science politique à l'Université d'Oxford et membre émérite du St Anthony's College d'Oxford, où il est directeur du Russian and East European Centre.
Il a aussi été membre de la British Academy de 1999 à 2002, pour la section des sciences politiques.

## Ouvrages
- avec Michael Kaser, The Soviet Union Since the Fall of Khrushchev, Palgrave Macmillan, 1977.
- avec Jack Gray, Political Culture and Political Change in Communist States, Palgrave Macmillan, 1979.
- avec Michael Kaser, Soviet Policy for the 1980s, Palgrave Macmillan, 1982.
- avec Michael Kaser et G. S. Smith, Cambridge Encyclopedia of Russia, Cambridge University Press, 1982.
- Political Culture and Communist Studies, Palgrave Macmillan, 1985.
- Political Leadership in the Soviet Union, Palgrave Macmillan, 1989.
- Biographical Dictionary of the Soviet Union, Weidenfeld & Nicolson, 1990.
- New Thinking in Soviet Politics, Palgrave Macmillan, 1992.
- avec A. Grachev et M. Milne, Final Days: Inside Story of the Collapse of the Soviet Union, Westview Press Inc., 1995.
- The Gorbachev Factor, Oxford University Press, 1997.
- Contemporary Russian Politics: A Reader, Oxford University Press, 2001.
- avec L. Shevtsova (éd.), Gorbachev, Yeltsin, and Putin: Political Leadership in Russia's Transition, Carnegie Endowment for International Peace, 2001.
- avec B. Barry et J. Hayward (éd.), The British Study of Politics in the Twentieth Century, Oxford University Press, 2003.
- (éd.), The Demise of Marxism-Leninism in Russia, Palgrave, 2004.
- The Rise and fall of communism, Vintage Books, 2009